# Eduardo Colombo
Eduardo Colombo  (Quilmes (Argentina), 2 de septiembre de 1929-XIII Distrito de París (Francia), 13 de marzo de 2018), fue un anarquista argentino de profesión médico y psicoanalista. Tuvo una activa militancia estudiantil a partir de los años cuarenta, encontrándose en este tiempo con las ideas libertarias las cuales asumiría como propias y que no habría de abandonar. Fue profesor de sicología social en las universidades de La Plata y Buenos Aires, labores que debió abandonar tras el golpe militar de aquella época (1966). Durante este periodo también formó parte de la Federación Obrera Regional Argentina (FORA), y fue responsable de la publicación anarquista La Protesta, editada en Buenos Aires.

## Biografía
A finales de los años sesenta se exilia junto a su compañera e hijos en París, donde residió hasta su fallecimiento en 2018. Formó parte de la CNT francesa y del colectivo editor de la revista anarquista de filosofía política Réfractions, además de ser colaborador habitual de muchos otros proyectos y de cuanta iniciativa se le invitara.
Su trabajo en el campo de las ideas fue abundante, especialmente en la línea de la actualización de las reflexiones iniciadas por los teóricos libertarios. Fundamental en esta línea, resulta su trabajo sobre imaginario social y espacio público, lugares desde los cuales sus reflexiones se entroncan con las de autores como Castoriadis, a quien cita frecuentemente y al que a la vez procura llevar más allá, hacia el campo de la acción.
Igualmente es relevante el interés de Eduardo Colombo por procurar establecer una filosofía propia del y desde el anarquismo, es decir, una reformulación desde la base y total de nuestro mundo, para desde allí estructurar nuestra praxis en pos de la construcción de una nueva sociedad.

## Algunas obras destacadas
- Historia del movimiento obrero revolucionario (1ª edición). Buenos Aires: Libros de Anarres. 2013. ISBN 978-987-1523-18-4.
- El espacio político de la anarquía. Esbozos para una filosofía política del Anarquismo (2ª edición). Madrid: Editorial Klinamen y Grupo Libertario Acción Directa. 2014. ISBN 978-84-942870-0-8. 1.ª ed. 2010. Enlace a la obra.
- La voluntad del pueblo: democracia y anarquía (1ª edición). Buenos Aires: Tupac Ediciones. 2006. ISBN 978-950-9870-02-4.
- Los desconocidos y los olvidados: historias y recuerdos del anarquismo en la Argentina (1ª edición). Montevideo: Nordan Comunidad. 1999. ISBN 9789974420588.
- “De la polis y del espacio social plebeyo” (1993, en La sociedad contra la política, ed. Nordan-Altamira)
- El imaginario social (1ª edición). Buenos Aires: Tupac Ediciones. 1989.